# Acalypha arvensis
Acalypha arvensis é uma espécie de flor do gênero Acalypha, pertencente à família Euphorbiaceae.